# Charles A. Kading
Charles August Kading (* 14. Januar 1874 in Lowell, Dodge County, Wisconsin; † 19. Juni 1956 in Watertown, Wisconsin) war ein US-amerikanischer Politiker. Zwischen 1927 und 1933 vertrat er den Bundesstaat Wisconsin im US-Repräsentantenhaus.

## Werdegang
Charles Kading besuchte die öffentlichen Schulen seiner Heimat einschließlich der Horicon High School. Danach studierte er an der University of Wisconsin–Madison. Nach einem anschließenden Jurastudium und seiner im Jahr 1900 erfolgten Zulassung als Rechtsanwalt begann er in Watertown in seinem neuen Beruf zu arbeiten. Gleichzeitig engagierte er sich auch in der Landwirtschaft. Zwischen 1905 und 1912 war er juristischer Vertreter der Stadt Watertown sowie ab 1906 gleichzeitig Bezirksstaatsanwalt im Dodge County. Danach amtierte er von 1914 bis 1916 als Bürgermeister von Watertown.
Kading war Mitglied der Republikanischen Partei. Bei den Kongresswahlen des Jahres 1926 wurde er im zweiten Wahlbezirk von Wisconsin in das US-Repräsentantenhaus in Washington, D.C. gewählt, wo er am 4. März 1927 die Nachfolge von Edward Voigt antrat. Nach zwei Wiederwahlen konnte er bis zum 3. März 1933 drei Legislaturperioden im Kongress absolvieren. Kurz vor Ende seiner Amtszeit wurde dort der 20. Verfassungszusatz verabschiedet, der die Legislaturperioden des Kongresses und des Präsidenten neu festlegte.
Für die Wahlen des Jahres 1932 wurde Charles Kading von seiner Partei nicht mehr nominiert. In den folgenden Jahren bis zu seinem Tod im Jahr 1956 arbeitete er wieder als Anwalt.